# Antirasism

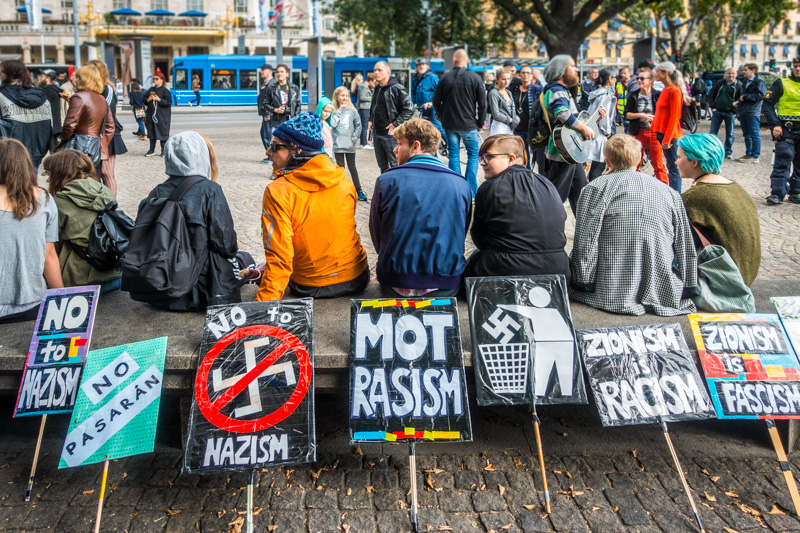

Antirasism är ett samlingsnamn på motaktioner mot rasism. Antirasister vänder sig mot diskriminering grundad i uppfattningar om rastillhörighet eller etnicitet. Antirasism är en princip om att motarbeta rasism, vilket är en ideologi eller ett system som rangordnar och diskriminerar människor baserat på deras ras, hudfärg, ursprung eller etniska tillhörighet. Rasism kan manifestera sig på många sätt, inklusive stereotyper, fördomar och strukturell diskriminering, och kan påverka individers liv och möjligheter. Detta försöker antirasister motarbeta.
| ”              | "I ett rasistiskt samhälle, är det inte nog att inte vara rasist, vi måste vara antirasister" | „ |
| – Angela Davis |                                                                                               |   |

En person som är antirasist är någon som aktivt bekämpar rasism på alla nivåer. Det betyder inte bara att inte vara rasist själv, utan också att utmana och arbeta för att ändra de system, strukturer och beteenden som stöder eller tolererar rasism. Enligt författaren och historikern Ibram X Kendi är rasister inte bara de som agerar rasistiskt utan även de som ”genom sina handlingar eller icke-handlingar stödjer en rasistisk politik”. En rasistisk politik är, enligt Kendi, en politik som inte aktivt utjämnar skillnaderna mellan svarta och vita.
Antirasism innebär också att uppmuntra till mångfald och inkludering, att lära sig om och respektera alla människors lika värde, och att försöka skapa en värld där alla har samma möjligheter och rättigheter, oavsett deras ras eller etniska tillhörighet. I den statliga utredningen Främlingsfienden inom oss argumenterade Bengt Westerberg, i egenskap av regeringen Reinfeldts utredare, för en antirasistisk norm. Bland annat presenteras ett resonemang om att antirasism kan upplevas som hotfullt för individer som är en del av miljöer där rasism anses normalt, och att dessa individer därför menar att antirasism är ett uttryck för politiskt korrekthet. Westerberg argumenterar för att vilka åsikter som anses okej att framföra i det offentliga rummet påverkas av samhällsutvecklingen, och att det inte är frågan om någon politisk korrekthet, utan beror av en medborgerlig konsensus som vuxit fram över tid. Hans poäng i utredningen är att den antirasistiska normen i samhället behöver stärkas och att politiker har ett stort ansvar för att så sker.

## Historia
Kampen för att avskaffa slaveriet i USA kan kallas antirasistisk i den bemärkelsen att den syftade till att få afrikanska amerikaner likställda med resten av befolkningen.
Motståndet mot apartheid i Sydafrika kan i mer modern mening ses som antirasistiskt då målet var att fullständigt upphäva all sorts diskriminering på grund av ras. Denna sortens antirasism var starkare än den som historiskt endast ville få ett slut på den mest extrema tillämpningen av rasism, nämligen slaveriet.
Under 1900-talet återfinns bland de mest välkända antirasisterna Martin Luther King Jr. som höll det uppmärksammade talet I have a dream... Men även kvinnliga antirasister var verksamma under 1900-talet som exempelvis Angela Davis. En välkänd antirasistisk grupp under 1900-talet var Svarta pantrarna.
EU rekommenderar sedan 2000 sina medlemsstater att förbjuda rasistiska organisationer.
Det har rapporterats att det både internationellt och i Sverige existerar en antirasism med inslag av antisemitism.

## Sverige

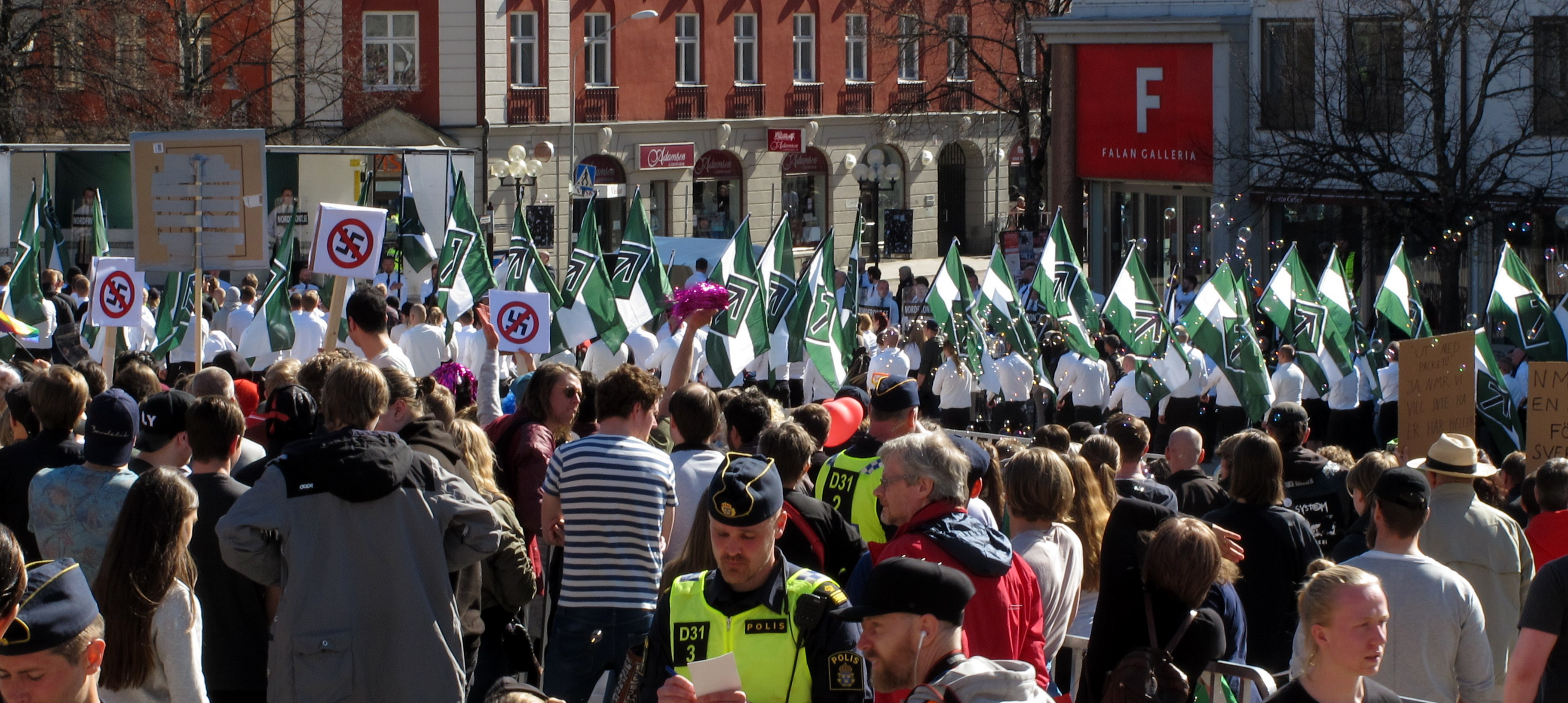
Nordiska motståndsrörelsen och motdemonstranter i Falun 2017.

Europeiska nätverket mot rasism (ENAR, European Network against Racism) publicerade 2007–2009 årligen rapporter om rasismen i Sverige producerade av Centrum mot rasism och organisationen Thema som var verksam mellan 2006 och 2009.

## Kända personer
- Angela Davis
- Fela Kuti
- Nelson Mandela
- Martin Luther King
- Miriam Makeba